# 伦山区比绍夫斯海姆
伦山区比绍夫斯海姆（德語：Bischofsheim in der Rhön，官方拼写为，發音：[ˈbɪʃɔfsˌhaɪm ʔɪn deːɐ̯ ˈʁøːn]）是德国巴伐利亚州伦-格拉布费尔德县的城市，面积67.7平方千米，2023年12月31日人口为4,756人。

## 名称
2020年1月8日之前名为伦山麓比绍夫斯海姆（Bischofsheim an der Rhön，官方拼写为）。